# Mingala
Mingala est une localité du sud-est de la République centrafricaine, chef-lieu de sous-préfecture de la préfecture de Basse-Kotto, elle est située dans la commune de Siriki.

## Géographie
La localité est établie sur la rive droite de la rivière Kotto.

## Histoire
Le 23 janvier 1961, la République centrafricaine érige le poste de contrôle administratif de Mingala en Sous-préfecture de la Basse-Kotto.